# Бунијаг
Бунијаг (фр. Bouniagues) насеље је и општина у југозападној Француској у региону Аквитанија, у департману Дордоња која припада префектури Бержерак.
По подацима из 2011. године у општини је живело 534 становника, а густина насељености је износила 61,95 становника/km². Општина се простире на површини од 8,62 km². Налази се на средњој надморској висини од 130 метара (максималној 181 m, а минималној 74 m).

## Демографија
| 1962. | 1968. | 1975. | 1982. | 1990. | 1999. | 2011. |
| ----- | ----- | ----- | ----- | ----- | ----- | ----- |
| 318   | 349   | 378   | 447   | 466   | 476   | 534   |

График промене броја становника у току последњих година